# ゴーストフィッシング

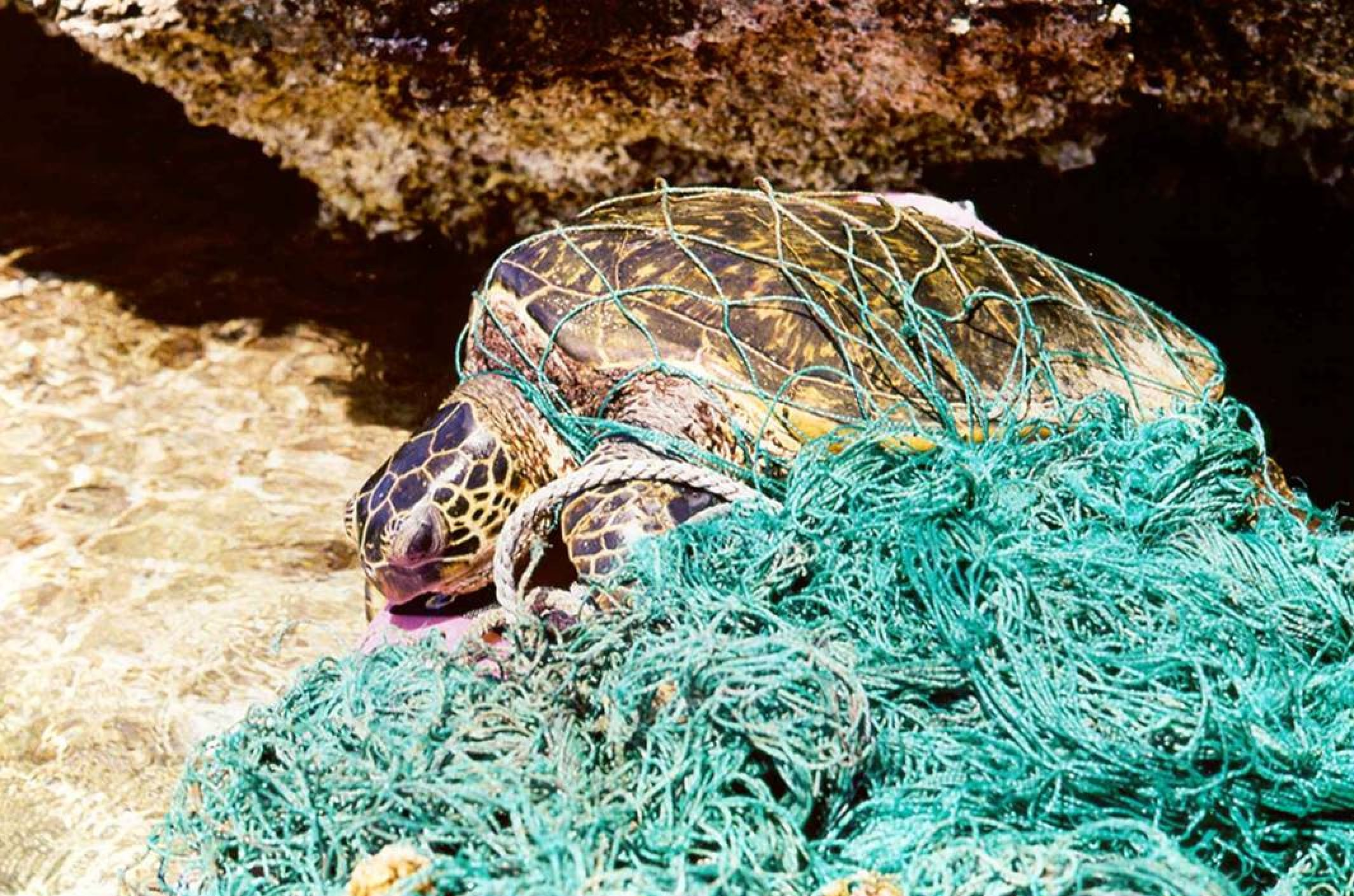
廃魚網に引っかかったウミガメ

ゴーストフィッシング（英語: ghost fishing）は、漁業者の管理下を離れた漁獲機能を残した漁具等が海中に残留して水産動物の死亡を引き起こし続ける現象。幽霊漁業（ゆうれいぎょぎょう）ともよばれる。
流失・放棄された漁具は、ゴーストギア（英語: ghost gear）または幽霊漁具と呼ぶ。

## 逸失漁具の影響
ゴーストフィッシングは水産資源の資源量に悪影響を与えることから全世界的な研究課題となっている。

### 漁具
ゴーストフィッシングを引き起こすとして特に問題になっている漁具が籠（かご）と刺網である。1978年のSmolwizの報告によれば、ゴーストフィッシングに影響を与える要因として、漁具数・漁具の構造・海域・問題となる生物の生態や行動が挙げられるという。
定量的評価モデルとして、1個の逸失漁具が海中に残留しゴーストフィッシング機能喪失に至るまでの経時的変化をもとにしたミクロ推定と漁業種ごとの固有の漁具逸失数の推定による広域でのマクロ推定がある。

### 魚種
現在までに水面下で相当量の被害が発生しているとされ、アナゴ・タコ・カニについて、特に問題視されている。タコにおいては商業的水揚げ量と同等から2倍にもあたる被害が発生しているとの推計もある。

### 影響と対策
漁業が行われている海域においては相当量の漁具・廃棄物が確認されているとの報告がある。
このような現状から、国連食糧農業機関総会において採択された「責任ある漁業のための行動規範 (Code of Conduct for Responsible Fisheries)」にはゴーストフィッシングの抑止を目的とする要求事項が存在している。また、投棄漁具の回収も行われている。

1999年に新日韓漁業協定が発効して以降、日韓暫定水域や日本のEEZにおける韓国漁船のゴーストフィッシングが問題となっている。
漁具が極めて安価であるために漁具逸失が多いという知見があり、開発途上国では漁具が高価であるために漁具逸失が少ないという推測もある。タンザニアでの漁民に対する聞き取り調査では、漁具が失われても必ず回収する、漁具逸失の可能性がある漁場での操業は避けるといった回答があった。
2011年3月11日に発生した東日本大震災では沿岸域に敷設されていた刺網や籠の大部分が海中に放置されたためゴーストフィッシングの影響が懸念された。
なお、逸失漁具については漁具再設置に対する障害になるという漁業管理上の別の問題がある。

## 漁具以外の事例
漁具以外の人工物が海洋投棄された場合にも同様の現象が発生することがあり、弘前大学農学生命科学部の研究グループによると、海洋投棄されたタイヤの内側に入り込んだヤドカリが構造上タイヤの外側に脱出できないまま命を落とすケースが頻発しているとする報告を発表した。

## 引用・参考文献
- 松岡達郎, 安樂和彦「ゴーストフィッシング死亡量広域推定のための標準手法の日本海国際漁場への適用」『水産学部.科学研究費助成事業（科学研究費補助金）研究成果報告書』、鹿児島大学、2013年5月24日。
- 仲島淑子、松岡達郎「刺網によるゴーストフィッシング : 鹿児島湾(ミニシンポジウム ゴーストフィッシング研究の現状と方向性)」『日本水産学会誌』第72巻第5号、公益社団法人日本水産学会、2006年9月15日、932-933頁、doi:10.2331/suisan.72.932、NAID 110004833801。
- 渡部俊広「籠によるゴーストフィッシング(ミニシンポジウム ゴーストフィッシング研究の現状と方向性)」『日本水産学会誌』第72巻第5号、公益社団法人日本水産学会、2006年9月15日、930-931頁、doi:10.2331/suisan.72.930、NAID 110004833800。
- 仲島淑子、松岡達郎「逸失底刺網のゴーストフィッシング能力の経時的変化と死亡数推定」『日本水産学会誌』第70巻第5号、公益社団法人日本水産学会、2004年9月15日、728-737頁、doi:10.2331/suisan.70.728、NAID 110003161455。
- 松下吉樹、本多直人、藤田薫、渡部俊広「浅海域に放置した刺網の形状の変化」『水産総合研究センター研究報告』第10号、水産総合研究センター、2004年3月、15-17頁、ISSN 13469894、NAID 40006287339。
- 松岡達郎「ゴースト・フィッシング」『日本水産學會誌』第65巻第5号、日本水産學會、1999年、942頁、NAID 110003144915、NDLJP:11075141。
- 仲島淑子, 松岡達郎「逸失底刺網のゴーストフィッシング能力の経時的変化と死亡数推定」『日本水産学会誌』第70巻第5号、日本水産學會、2004年9月、728-737頁、doi:10.2331/suisan.70.728、ISSN 00215392、NAID 110003161455。
- 渡部俊広「逸失した状態におけるベニズワイガニ籠のサイズ選択性」『日本水産学会誌』第71巻第1号、日本水産學會、2005年1月、16-23頁、doi:10.2331/suisan.71.16、ISSN 00215392、NAID 110003161552。
- 北口博隆「生分解性プラスチックの海洋における分解」『福山大学生命工学部研究年報』第4巻、福山大学、2005年9月、21-26頁、ISSN 13473603、NAID 110007406815。
- 松岡達郎「ゴーストフィッシングとは」『日本水産学会誌』第72巻第5号、日本水産学会、2006年9月、928-929頁、doi:10.2331/suisan.72.928、ISSN 00215392、NAID 110004833799。
- 秋山清二「海底に長期間浸漬した刺網の漁獲機能の経時変化」『日本水産學會誌』第76巻第5号、日本水産學會、2010年9月、905-912頁、doi:10.2331/suisan.76.905、ISSN 00215392、NAID 10026641874。
- 後藤友明「東日本大震災で岩手県沿岸域に放置された底刺網の状態とゴーストフィッシングの実態」『日本水産學會誌』第78巻第6号、日本水産學會、2012年11月、1187-1189頁、doi:10.2331/suisan.78.1187、ISSN 00215392、NAID 10031125883。